# Radosław Wojtaszek
 (novembre 2013).
Si vous disposez d'ouvrages ou d'articles de référence ou si vous connaissez des sites web de qualité traitant du thème abordé ici, merci de compléter l'article en donnant les références utiles à sa vérifiabilité et en les liant à la section « Notes et références ».
Radosław Wojtaszek est un joueur d'échecs polonais né le 13 janvier 1987 à Elbląg (Pologne), grand maître international depuis 2005.
Au 1er janvier 2021, il est le no 2 polonais et le 37e joueur mondial, avec un classement Elo de 2 705 points. Son record est de 2 750 points et date de janvier 2017 et de mai 2018.

## Carrière

### Champion du monde junior
En 2004, à 17 ans, Radosław Wojtaszek remporte le Championnat d'Europe d'échecs de la jeunesse dans la catégorie « moins de 18 ans », le Championnat du monde d'échecs junior et l'Open de Cracovie.

### Champion de Pologne
En 2005, il devient champion de Pologne.
En décembre 2008, Radosław Wojtaszek est sacré Champion d'Europe en cadence rapide.
En 2007-2008 et 2008-2009, il termine premier au départage de la Rilton Cup de Stockholm (à égalité de points avec huit autres joueurs en 2008 et avec Sebastian Bogner en 2009). En 2009-2010, il partage la première place (deuxième au départage) avec Eduardas Rozentalis, Pavel Ponkratov, Luke McShane et Igor Lyssy.
En 2009, il est vice-champion de Pologne, termine deuxième, ex æquo avec Michael Roiz, du tournoi international de Lublin, s'adjuge le Memorial Miguel Najdorf.
En janvier 2010, Radosław Wojtaszek est une nouvelle fois vice-champion de Pologne. Il s'adjuge la victoire au tournoi international de Pologne se déroulant en juin et juillet, ainsi qu' un tournoi fermé international, A.D. San Juan à Pamplona (en août), avec Laurent Fressinet.
En décembre 2013, il remporte le tournoi de Noël de Zurich.
Il finit deuxième du tournoi principal du Festival d'échecs de Bienne en 2014 et 2015 et du tournoi d'échecs de Poïkovski en août 2016.

### Secondant de Anand
Wojtaszek a été secondant de Viswanathan Anand aux championnats du monde de 2008 contre Vladimir Kramnik, en 2010 contre Veselin Topalov, en 2012 contre Boris Guelfand et en 2013 contre Magnus Carlsen.

### Victoires à Dortmund (2017) et à l'île de Man (2018)
En juillet 2017 il remporte son premier « super-tournoi », le tournoi de Dortmund, sans perdre une partie avec 4,5 points sur 7 (2 gains et 5 parties nulles). En novembre 2018, il remporte l'open de l'île de Man après un départage contre Arkadij Naiditsch.

### Compétitions par équipe
En 2006, Radosław Wojtaszek joue pour l'équipe olympique polonaise à l'olympiade d'échecs de 2006, à Turin, et inscrit pour son équipe 9 points en 11 parties.
À l'Olympiade d'échecs de 2010 à Khanty-Mansiïsk, Wojtaszek joue au premier échiquier polonais et inscrit 6 points en 9 parties.
En 2013, il remporta la Coupe d'Europe des clubs d'échecs avec l'équipe du  Nový Bor (République tchèque).
En 2017, il remporte la médaille de bronze par équipe et la médaille d'or individuelle au premier échiquier lors du Championnat du monde d'échecs par équipes 2017.

### Coupes du monde
| Année | Lieu            | Résultat                            | Ultime adversaire            | Adversaires battus                           |
| ----- | --------------- | ----------------------------------- | ---------------------------- | -------------------------------------------- |
| 2011  | Khanty-Mansiïsk | deuxième tour                       | Baadur Jobava                | Arman Pashikian                              |
| 2013  | Tromsø          | premier tour                        | Alexandr Fier                |                                              |
| 2015  | Bakou           | huitième de finale (quatrième tour) | Anish Giri                   | Lalith Babu, Vladislav Artemiev Julio Granda |
| 2017  | Tbilissi        | deuxième tour                       | Alexander Onischuk           | Felipe El Debs                               |
| 2019  | Khanty-Mansiïsk | premier tour                        | Johan-Sebastian Christiansen |                                              |
| 2021  | Sotchi          | seizième de finale (quatrième tour) | Magnus Carlsen               | Ievgueni Alekseïev Maksim Matlakov           |
| 2023  | Bakou           | seizième de finale (quatrième tour) | Leinier Domínguez            | L. De Silva (Sri Lanka), Ivan Schitco        |